# Selište (gmina Srbac)
Selište (cyr. Селиште) – wieś w Bośni i Hercegowinie, w Republice Serbskiej, w gminie Srbac. W 2013 roku liczyła 81 mieszkańców.